# Valende
Valende è il terzo album discografico del gruppo musicale italiano Jennifer Gentle, pubblicato nel 2005. È il primo album pubblicato per Sub Pop Records.

## Tracce
Tutti i brani scritti da Marco Fasolo, tranne Hessesopoa scritta da Marco Fasolo e Alessio Gastaldello
1. Universal Daughter
2. I Do Dream You
3. Tiny Holes
4. Circles of Sorrow
5. The Garden Pt. 1
6. Hessesopoa
7. The Garden Pt. 2
8. Golden Drawings
9. Liquid Coffee
10. Nothing Makes Sense

## Formazione
- Marco Fasolo - voce, chitarra (acustica ed elettrica), e-bow, flauto, glockenspiel, harmonium, kazoo, rumori, organo, percussioni
- Alessio Gastaldello - batteria, percussioni, rumori, effetti, voce

ospiti
- Marco Damiani - voce
- Paolo Mioni - voce